# 今出川駅

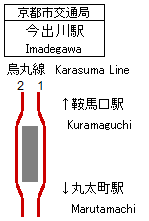
配線図

今出川駅（いまでがわえき）は、京都府京都市上京区岡松町にある、京都市営地下鉄烏丸線の駅。駅番号はK06。

## 歴史
- 1981年（昭和56年）5月19日：京都市営地下鉄烏丸線の北大路駅 - 京都駅間の開業時に設置し開業する[1]。
- 2007年（平成19年）4月1日：ICカード「PiTaPa」の利用が可能となる[1]。
- 2010年（平成22年）4月[2]：駅名標の下に、近隣施設の名称（同志社前）が広告として付記される[3]。
- 2012年（平成24年）11月9日：同志社大学良心館への通路を使用開始[注釈 1] 。
- 2023年（令和5年）4月1日：南改札口を無人化[4]。

## 駅構造
烏丸今出川交差点地下に位置する、島式ホーム1面2線の地下駅である。
改札口は南北1箇所ずつある。南改札側のみ駅員が配備されているほか、エレベーターが設置されている。
トイレは南改札外、6番出入口への通路の途中にある。
出入口の番号は5が欠番となっている。北改札口は同志社大学の新館である良心館の地下と直接行き来ができる通路が新設され、大学内のエレベーターを使用し地下1階でエレベーターを乗り継ぐことにより、地上に出ることも可能になった。

### のりば
| のりば | 路線   | 方向 | 行先                           |
| ------ | ------ | ---- | ------------------------------ |
| 1      | 烏丸線 | 下り | 四条・京都・竹田・近鉄奈良方面 |
| 2      | 烏丸線 | 上り | 北大路・国際会館方面           |

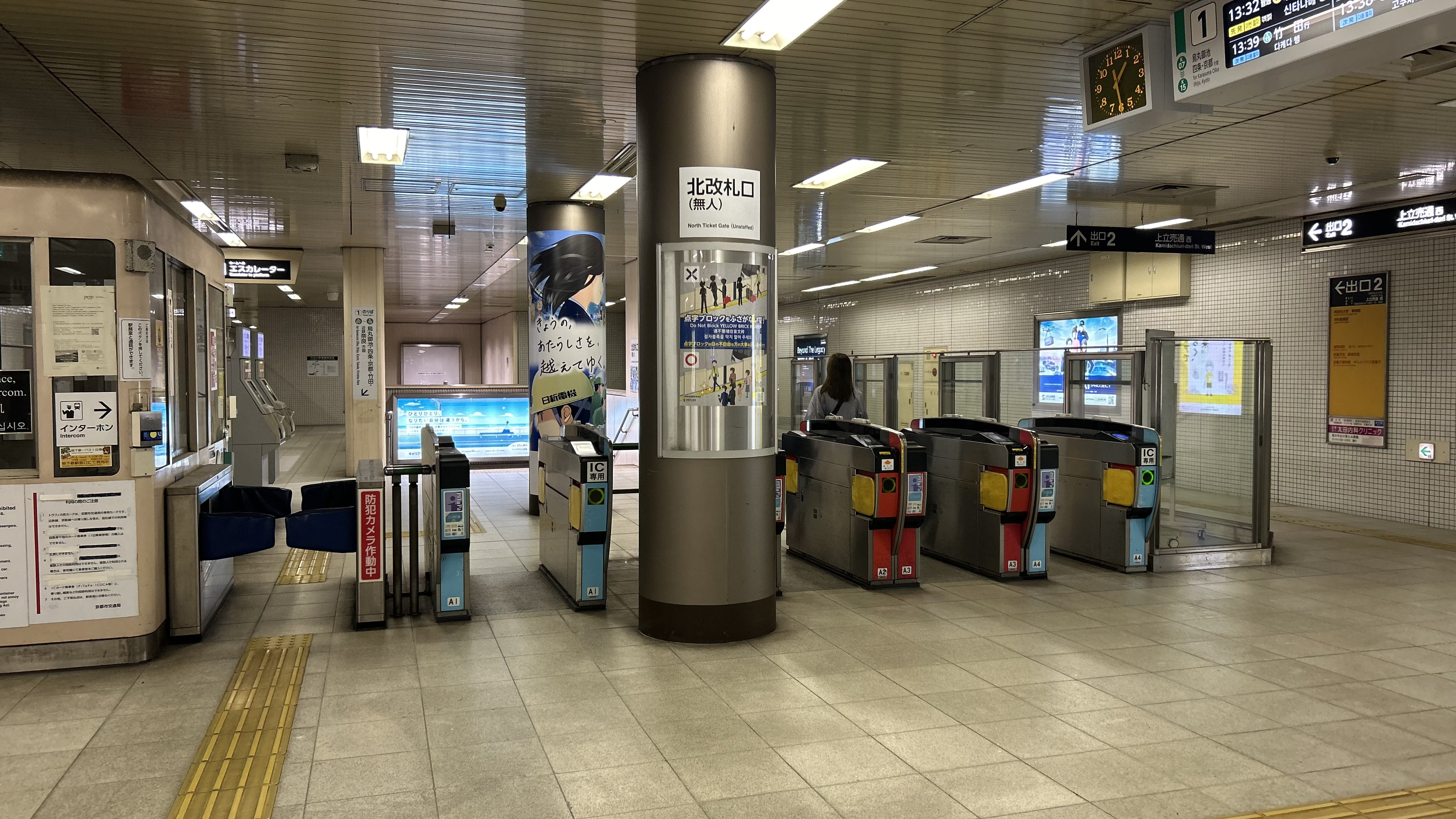
北改札口
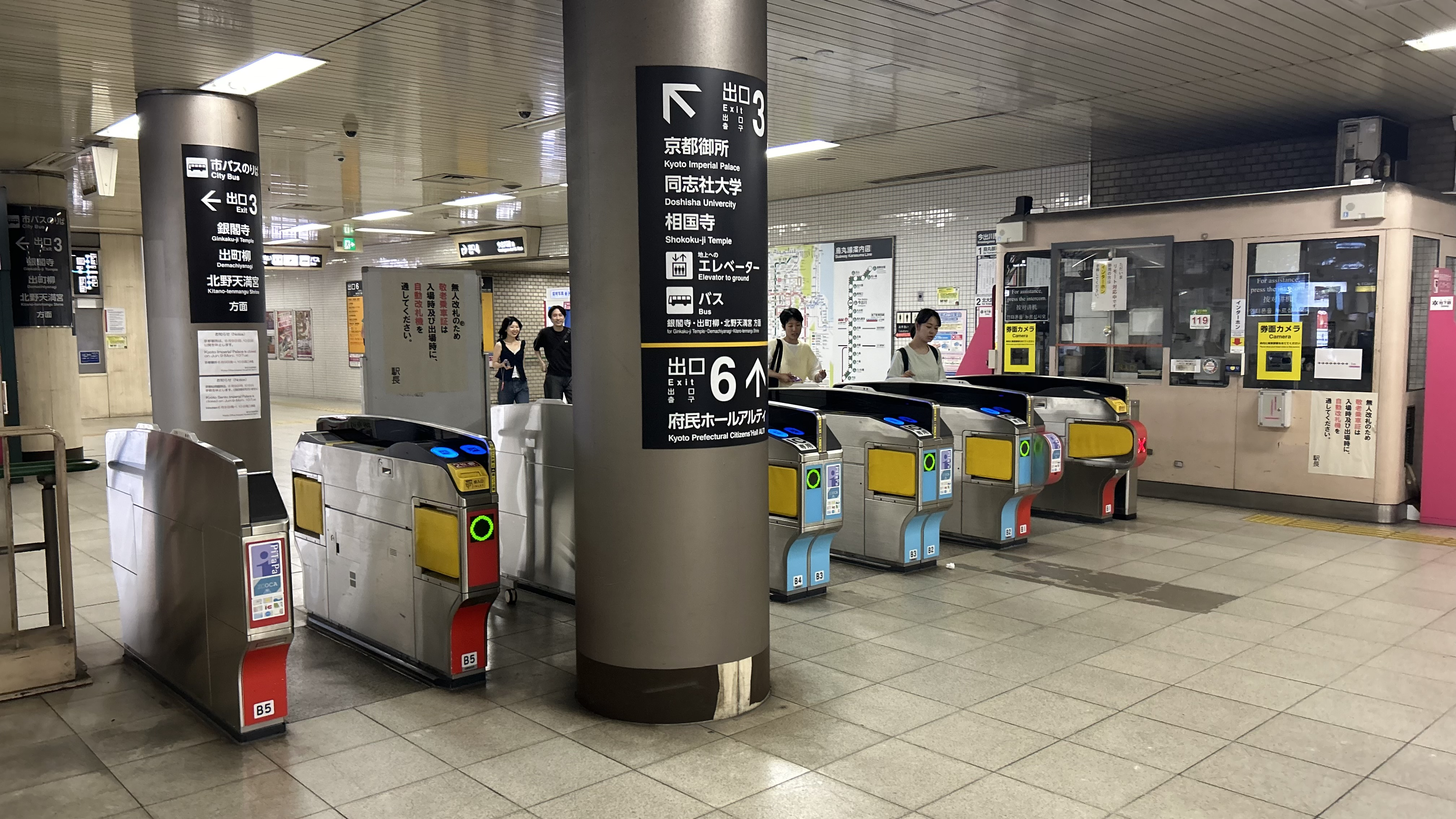
南改札口
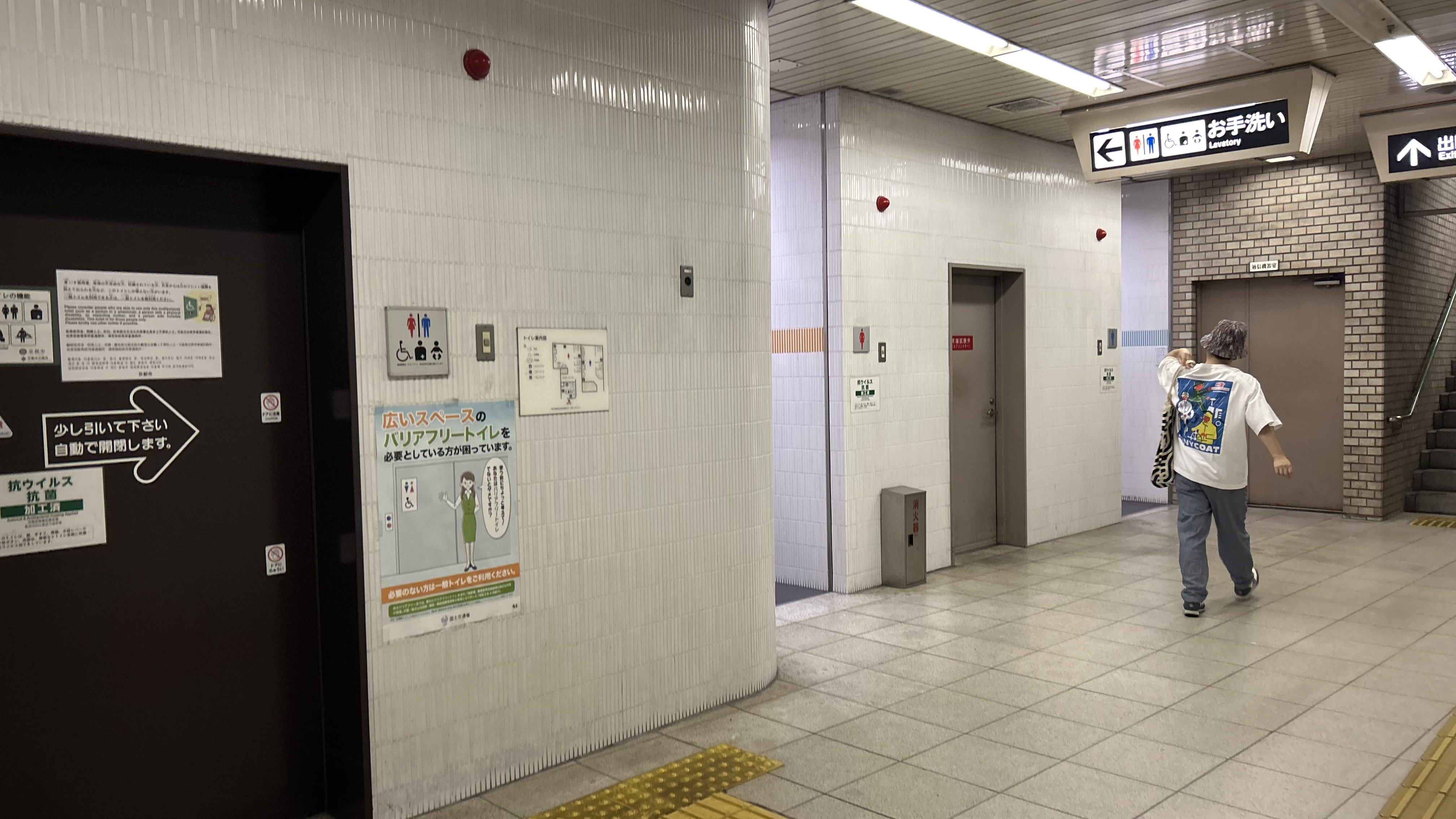
トイレ
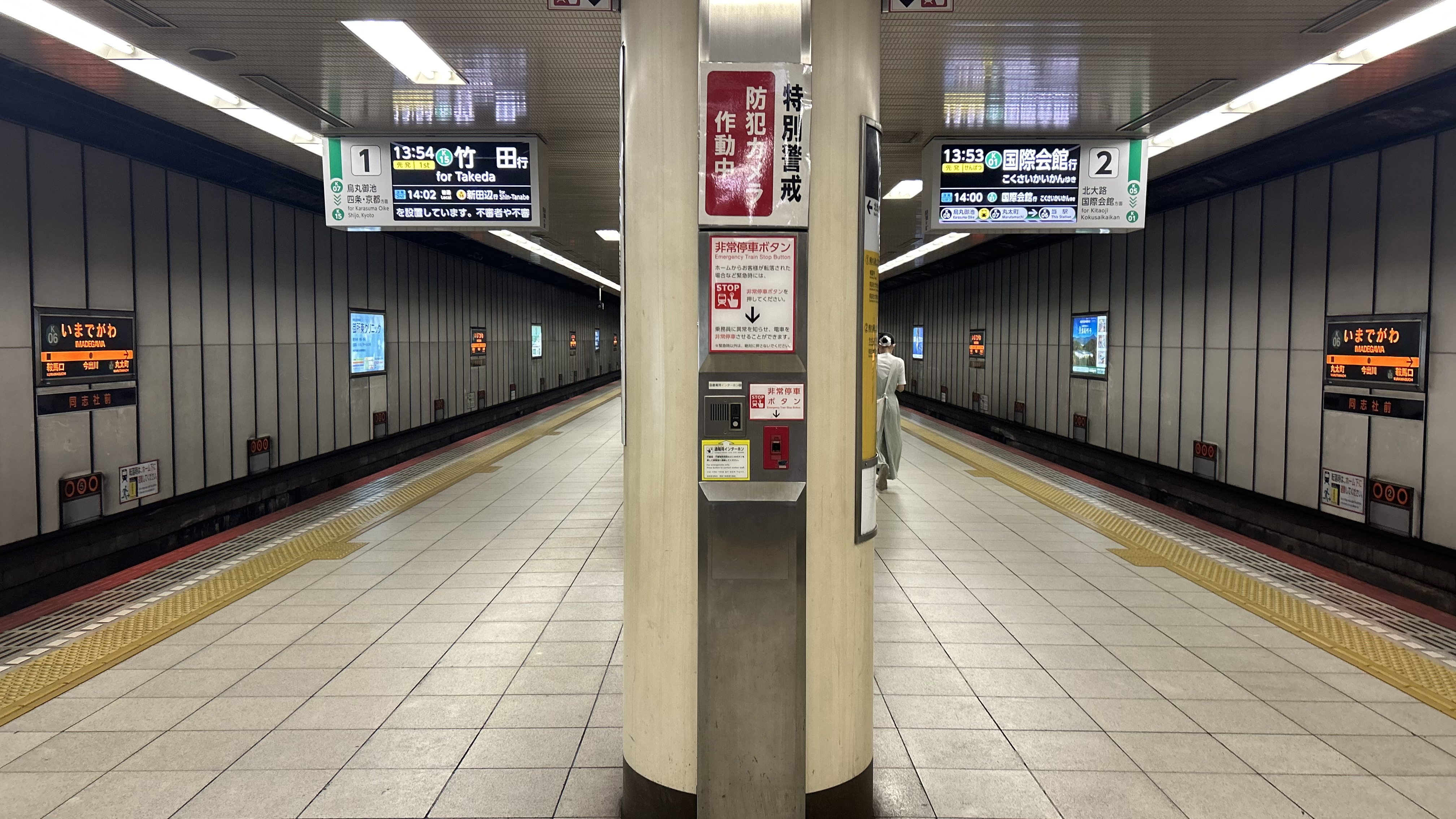
ホーム
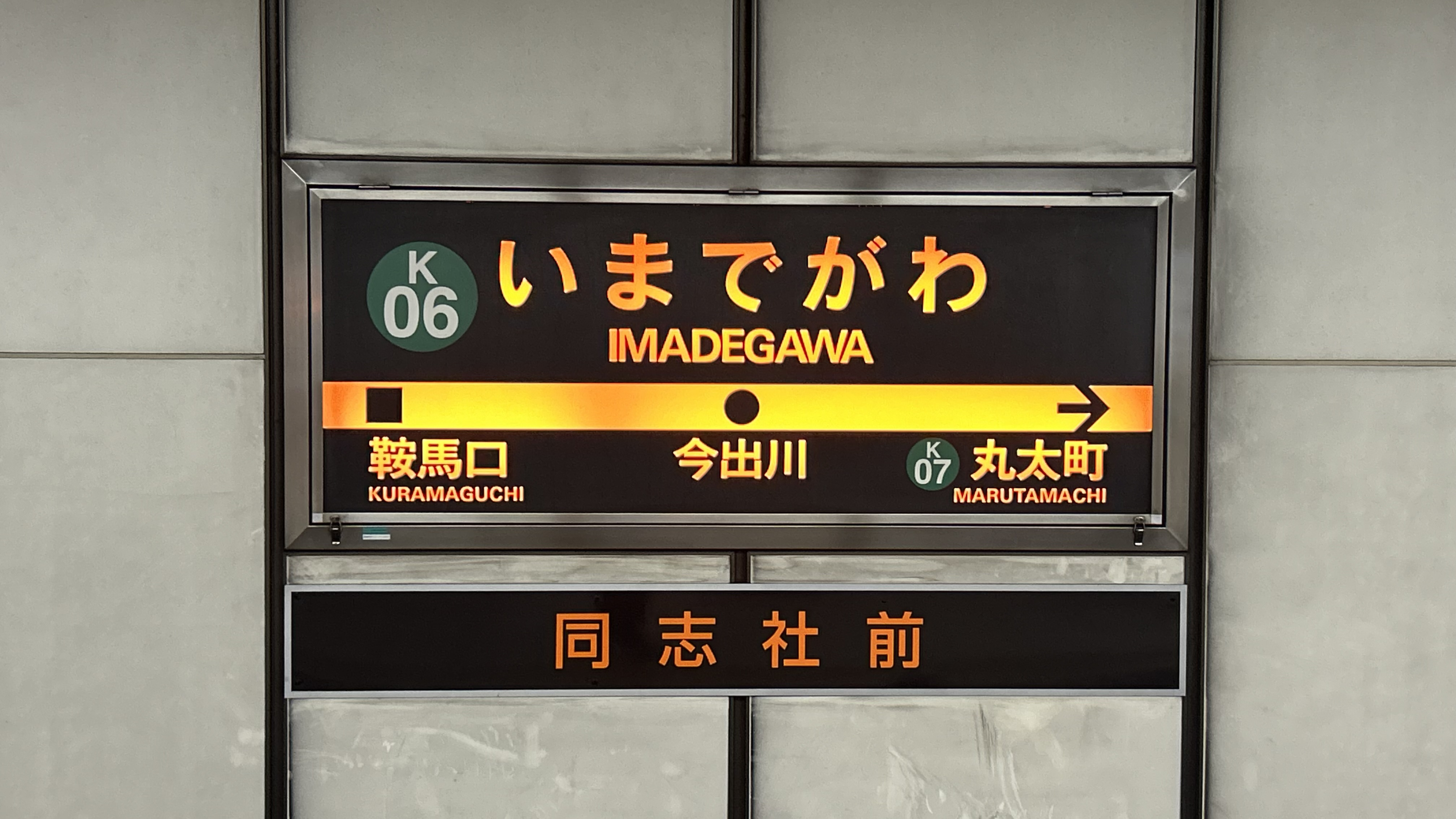
駅名標

### 出入口
| 出口番号 | 方角 | 出口周辺                                                           | 接続改札 | 備考             |
| -------- | ---- | ------------------------------------------------------------------ | -------- | ---------------- |
| 2        | 西   | 同志社大学 室町キャンパス                                          | 北改札口 |                  |
| 1        | 東   | 相国寺・同志社大学 烏丸キャンパス 上御霊前交番                     | 北改札口 |                  |
| 4        | 北西 | 京都保護観察所・同志社大学 新町キャンパス 晴明神社・上京区総合庁舎 | 南改札口 |                  |
| 連       | -    | 同志社大学 今出川キャンパス                                        | 北改札口 |                  |
| 6        | 南西 | 京都御苑・京都府公館・室町中立売交番                               | 南改札口 |                  |
| 3        | 北東 | 京都御苑・同志社女子大学・冷泉家住宅                               | 南改札口 | エレベーターあり |

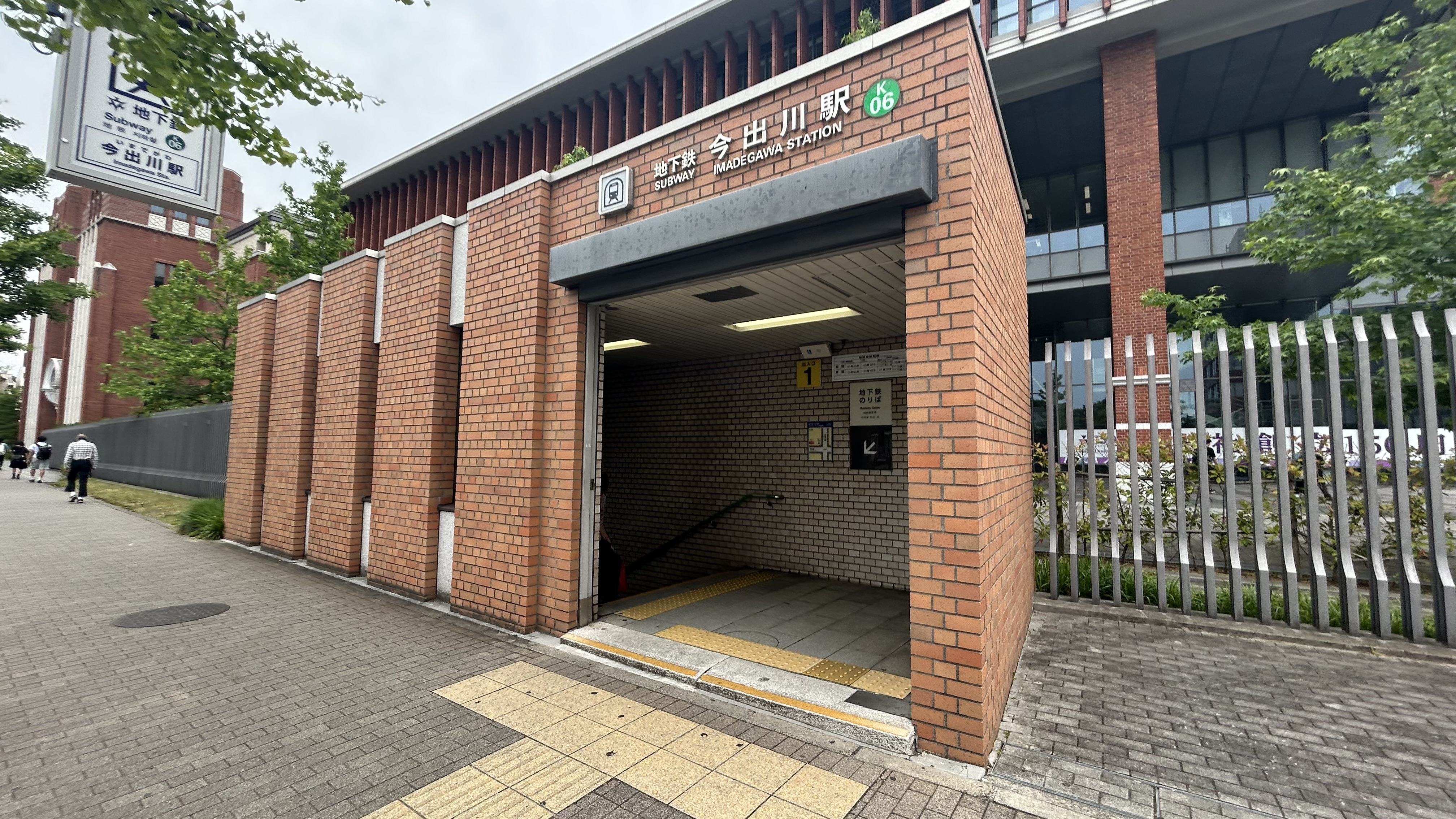
1番出入口
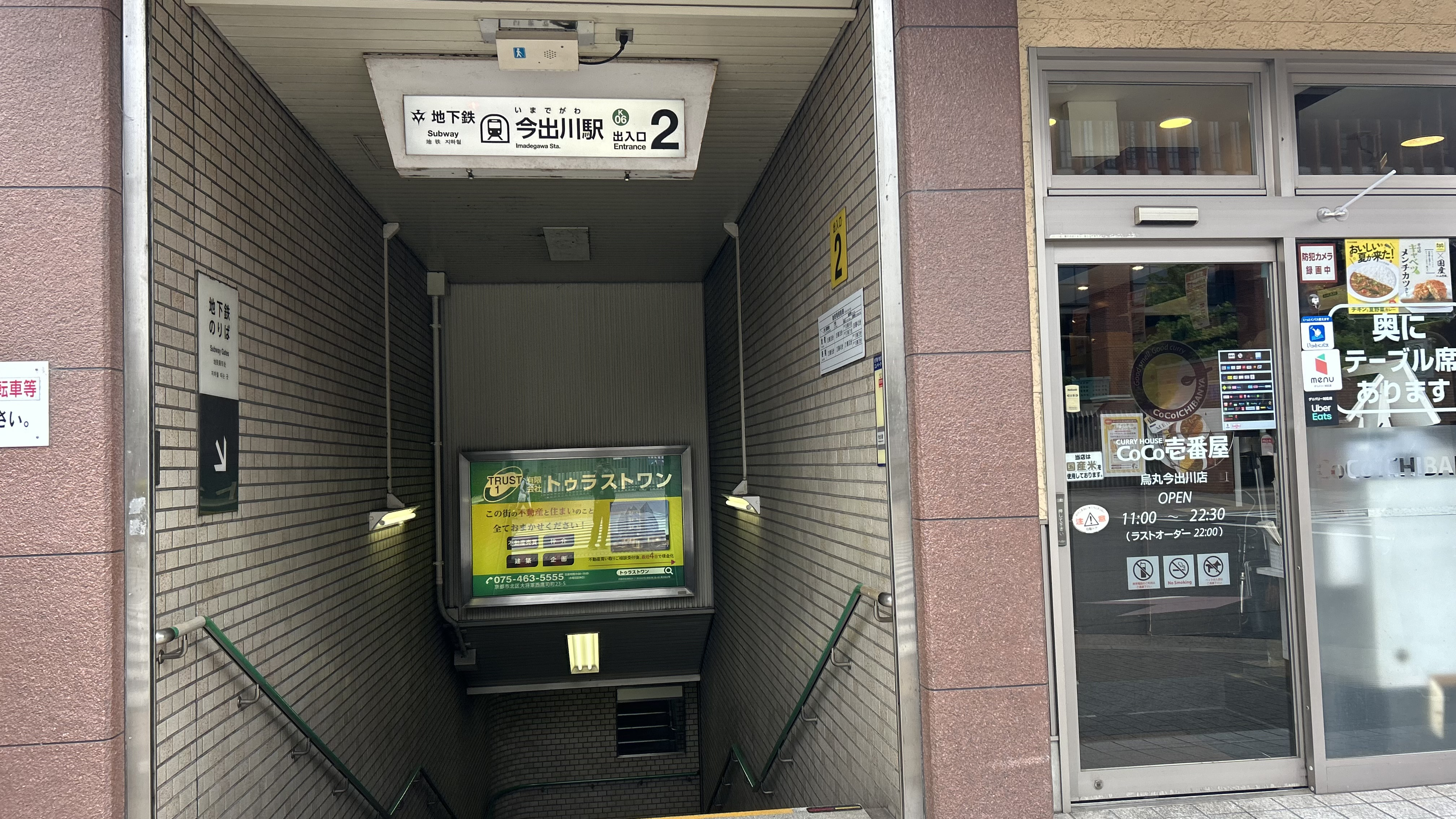
2番出入口
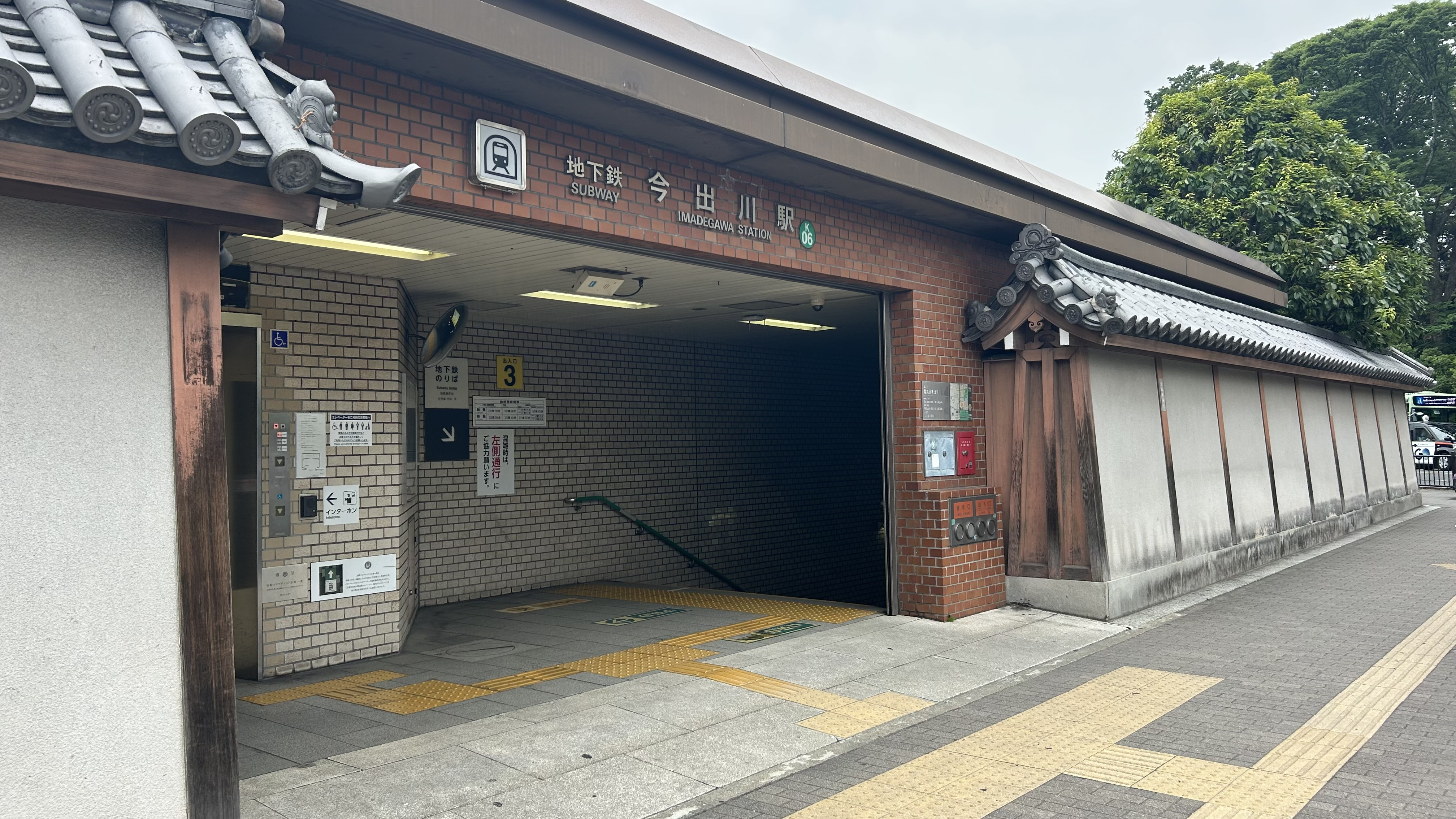
3番出入口
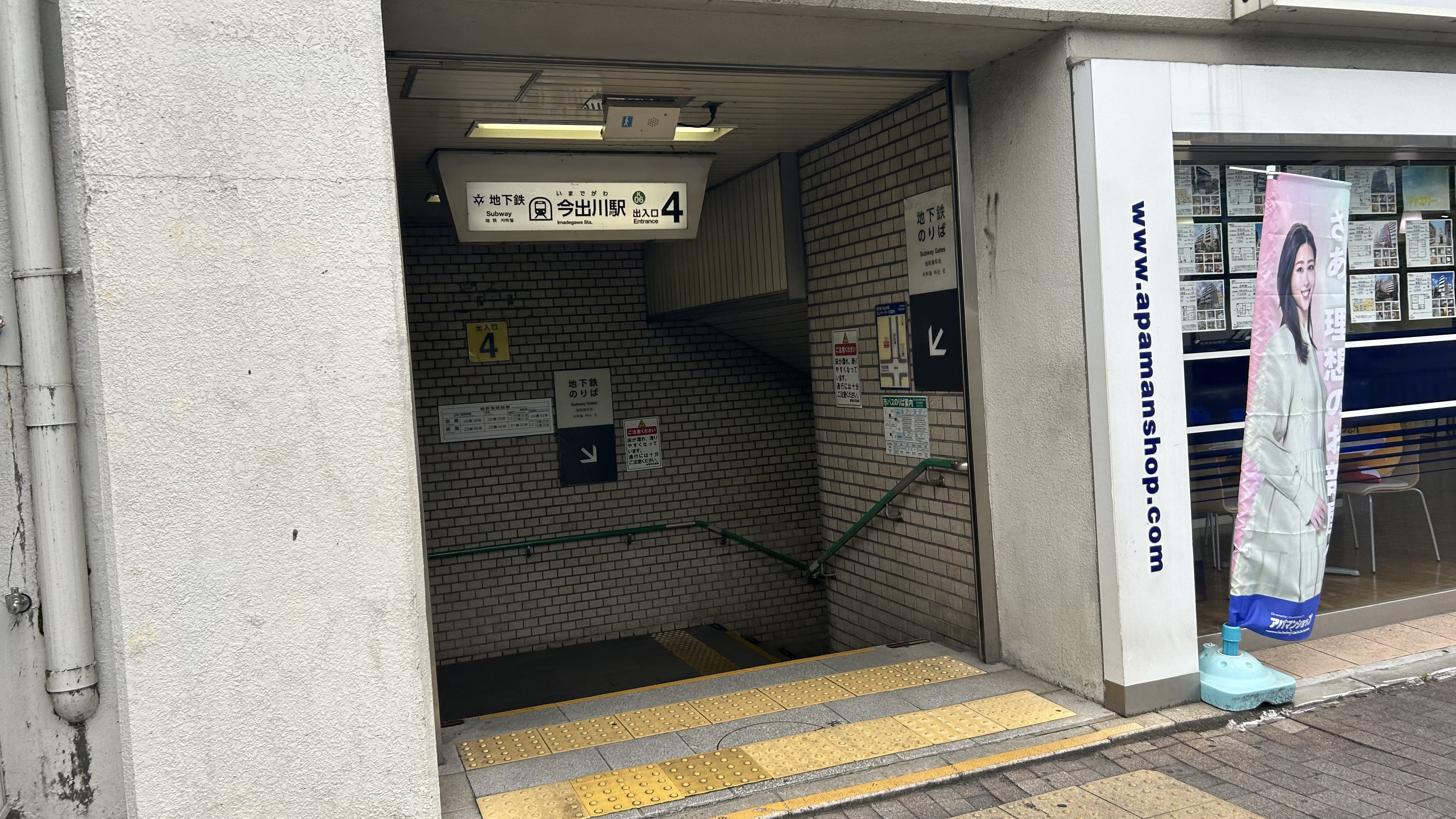
4番出入口
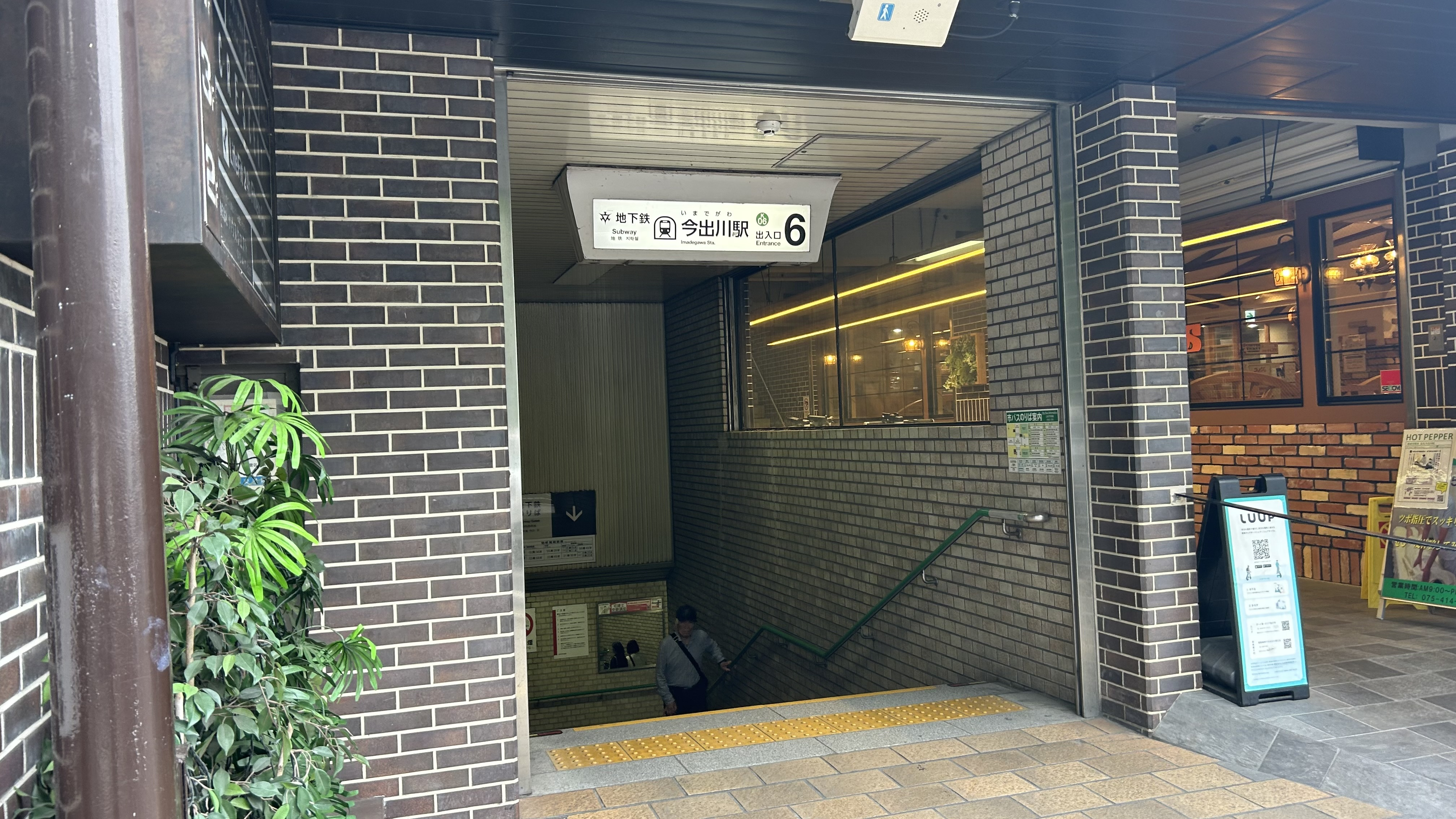
6番出入口
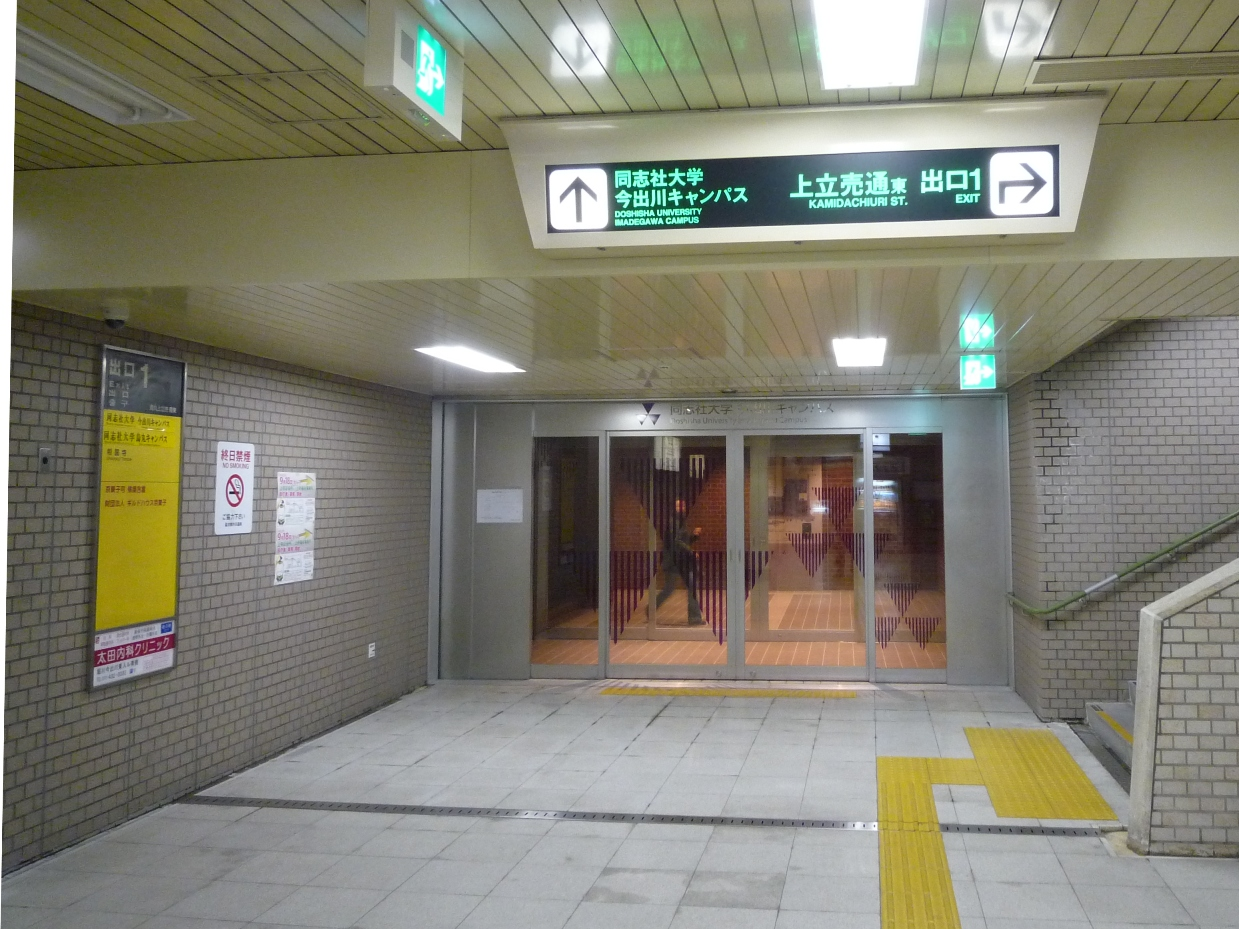
同志社大学連絡口（2012年12月）

## 利用状況
2024年（令和6年）度の1日平均乗降人員は26,957人である。
各年度の1日平均乗降・乗車人員は下表のとおりである。
| 年度               | 1日平均 乗降人員 | 1日平均 乗車人員 | 出典   |
| ------------------ | ---------------- | ---------------- | ------ |
| 1998年（平成10年） |                  | 10,887           | [ 8 ]  |
| 1999年（平成11年） | 22,424           | 11,120           | [ 9 ]  |
| 2000年（平成12年） | 22,039           | 10,966           | [ 10 ] |
| 2001年（平成13年） | 22,146           | 11,007           | [ 11 ] |
| 2002年（平成14年） | 21,425           | 10,652           | [ 12 ] |
| 2003年（平成15年） | 21,851           | 10,874           | [ 13 ] |
| 2004年（平成16年） | 21,739           | 10,819           | [ 13 ] |
| 2005年（平成17年） | 21,759           | 10,819           | [ 13 ] |
| 2006年（平成18年） | 21,873           | 10,853           | [ 13 ] |
| 2007年（平成19年） | 22,018           | 10,922           | [ 13 ] |
| 2008年（平成20年） | 21,296           | 10,769           | [ 13 ] |
| 2009年（平成21年） | 21,449           | 10,631           | [ 14 ] |
| 2010年（平成22年） | 21,632           | 10,732           | [ 14 ] |
| 2011年（平成23年） | 21,735           | 10,783           | [ 14 ] |
| 2012年（平成24年） | 22,054           | 10,941           | [ 14 ] |
| 2013年（平成25年） | 25,861           | 12,832           | [ 14 ] |
| 2014年（平成26年） | 26,325           | 13,061           | [ 15 ] |
| 2015年（平成27年） | 26,930           | 13,363           | [ 15 ] |
| 2016年（平成28年） | 27,675           | 13,733           | [ 16 ] |
| 2017年（平成29年） | 27,761           | 13,775           | [ 17 ] |
| 2018年（平成30年） | 27,758           | 13,775           | [ 18 ] |
| 2019年（令和元年） | 27,316           | 13,555           | [ 19 ] |
| 2020年（令和02年） | 15,850           | 7,956            | [ 20 ] |
| 2021年（令和03年） | 19,705           | 9,910            | [ 21 ] |
| 2022年（令和04年） | 23,352           | 11,456           | [ 21 ] |
| 2023年（令和05年） | 25,102           | 13,030           | [ 21 ] |
| 2024年（令和06年） | 26,957           |                  | [ 7 ]  |

## 駅周辺

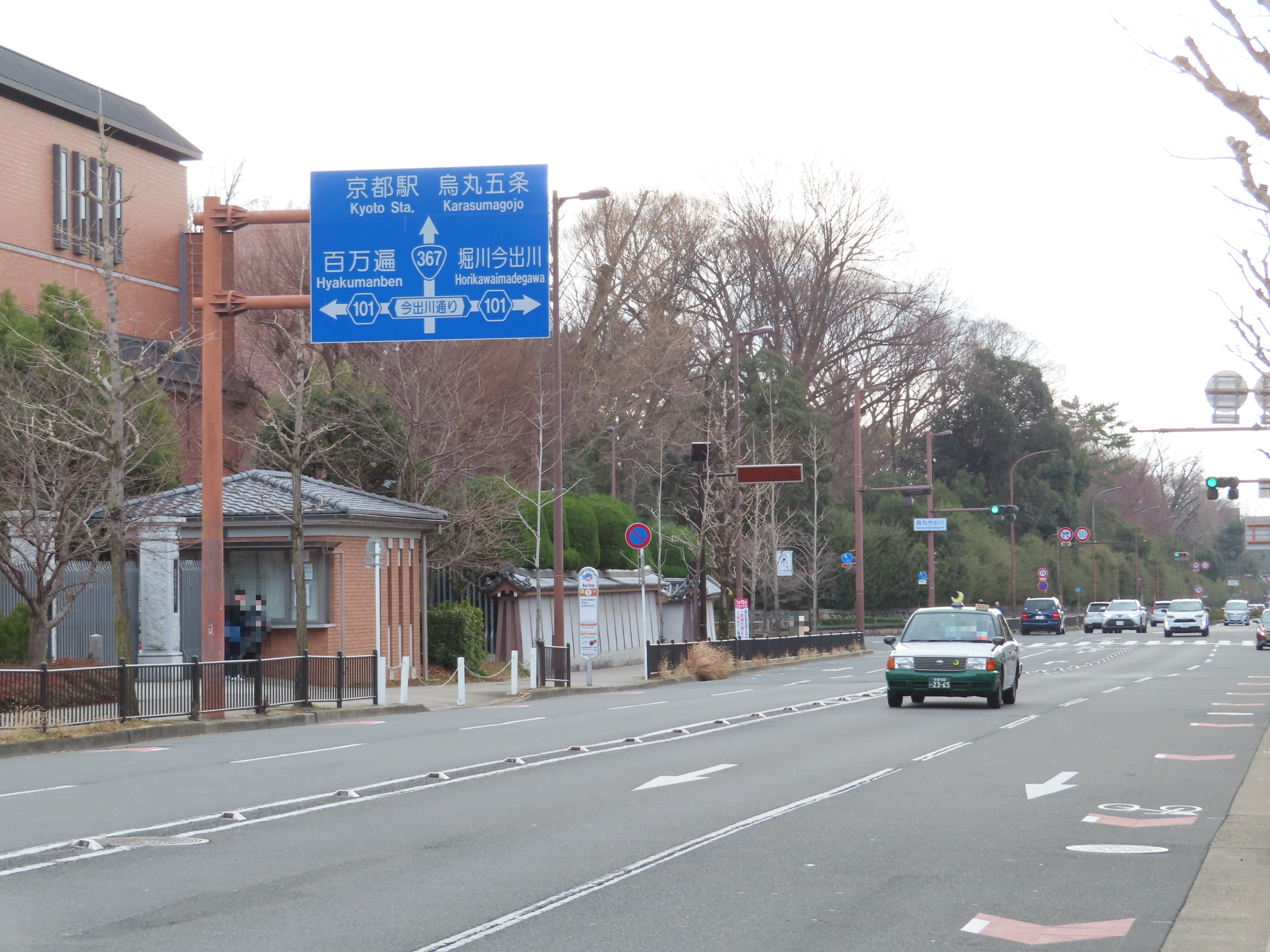
烏丸今出川交差点付近。左側に同志社大学今出川キャンパスが見える。

当地は平安京遷都時には京外であった。いつから市街地化されたか不明だが、室町時代には当駅の西側一帯に花の御所（すなわち室町幕府）が所在し、周囲は市街地となっていた。安土桃山時代には御土居の内側となり、洛中になった。平安時代には陰陽師安倍晴明の屋敷が近くにあり、屋敷跡の晴明神社も当駅から徒歩12分と近い。
現在、花の御所の跡地には大聖寺や同志社大学室町キャンパス（寒梅館）などがある。また、当駅の東側には同志社大学今出川キャンパスもあるなど周辺には同志社関連の教育施設や研究機関が多く所在し、学生街の面も持ち合わせる。
同志社の校地内には国の重要文化財が多く建ち並ぶほか、周辺には京都御苑や相国寺、晴明神社が所在するなど、観光地の色合いもある。
- 学校法人同志社
  - 同志社大学
    - 今出川キャンパス
    - 室町校地
    - 新町校地

  - 同志社女子大学今出川キャンパス
  - 同志社女子中学校・高等学校
  - 同志社幼稚園
- 冷泉家時雨亭文庫
- 京都市上京区総合庁舎
  - 京都市上京区役所
- 京都保護観察所
- 京都御苑（京都御所）
- 晴明神社（徒歩10分）
- 白峯神宮
- 相国寺
  - 承天閣美術館
- 大聖寺
- 三時知恩寺
- 宝鏡寺
- 京都府立府民ホール アルティ
- 金剛能楽堂
- 西陣織会館
- カトリック西陣聖ヨゼフ教会
- 医療法人西陣健康会堀川病院
- 大阪国税局上京税務署
- 京都美山高等学校京都事務所
- とらや（製菓業）一条店

## バス路線
最寄りのバス停は、烏丸今出川（地下鉄今出川駅）である。以下の路線が京都市営バス（市バス）および京都バスにより運行されている。
- 京都市営バス
  - 51系統：烏丸御池 四条河原町行／北野天満宮 立命館大学前行
  - 59系統：四条河原町 三条京阪行／金閣寺 竜安寺・山越行
  - 201系統：百万遍・祇園方面／千本今出川・みぶ方面
  - 203系統：今出川通 銀閣寺道・錦林車庫方面／北野天満宮・西大路四条方面

- 京都バス
  - 51系統：比叡山頂行（季節運行）

## 隣の駅
京都市営地下鉄
 烏丸線
鞍馬口駅 (K05) - 今出川駅 (K06) - 丸太町駅 (K07)
- 括弧内は駅番号を示す。